# 삼성 갤럭시 테마
삼성 갤럭시 테마는 삼성전자의 테마스토어이다. 삼성 갤럭시 스마트폰에 기본 탑재되는 앱이며 테마, 배경화면, 아이콘, AOD 배경을 변경하는 소프트웨어이다.

## 개요
기존 시스템 폴더의 UX 관련 폴더를 그대로 두고 새롭게 설치하는 방식이다. 스마트폰을 처음 켜고 실행환경을 셋팅할 때처럼 재설정하게 하는 방법으로 작동한다. 재부팅을 요구하지 않기 때문에, 로딩화면만 기다리면 쉽게 테마를 바꿀 수 있다.
잠금화면 시계, 아이콘, 액티비티 배경, 버튼, 상단바, 앱 드로어, 사운드, 폰트, Always On Display 등 광범위한 부분을 변경할 수 있으며 모든 갤럭시에 보편적으로 지원된다. 다만 이것도 완벽히 맞는 말은 아닌 게 갤럭시 S8 이후로 화면 비율이 변경되면서 거기에 맞추는 경우가 많은 새 배경들은 구 기종들로 적용하면 좌우가 비는 경우가 많다..
각 주제별로 테마가 분류되어 있고 다양한 유/무료 테마를 사용할 수 있다. 대부분 무료이나 임시 체험이란 이름으로 기간제 무료인 테마도 일부 있다.
하나의 테마는 크게 애플리케이션+상단바 테마, 잠금화면+배경화면 테마, 아이콘 테마, AOD 테마 이렇게 4개로 모듈화가 되어있으며, 전체적인 테마를 적용하더라도, 개별적인 부분에 한정해서 다른 테마 모듈을 적용할 수도 있다. 여기에 추가적으로 Good Lock을 이용하면 상단바와 잠금화면까지 다른 커스텀 테마로 변경할 수도 있다.무료도 있어 사람들이 많이찾아쓴다.
갤럭시 탭 시리즈는 터치위즈 버전과 티어 관계없이 지원하지 않는다.

## 역사
삼성 갤럭시 A 시리즈과 삼성 갤럭시 그랜드 맥스에 스토어 기능이 없는 테마 기능을 시범 적용 후, 갤럭시 S6/S6 엣지부터 스토어 기능을 추가 한 삼성 테마(현 갤럭시 테마)를 최초로 지원되기 시작하였으며, 안드로이드 롤리팝 이상 대부분의 갤럭시, 타이젠 2.3 이상 모든 타이젠 스마트폰을 지원한다.
2019년 2월, 기존 삼성 테마, 테마 스토어에서 갤럭시 테마로 앱의 이름이 변경되고 One UI로 UI가 리뉴얼 되었다. 이와 함께 다운로드 전에 광고를 간헐적으로 시청했던 것이 폐지되었다.